# Parkerina
Parkerina es un género de foraminífero planctónico considerado como nomen nudum e invalidado, aunque considerado perteneciente a la subfamilia Globigerinitinae, de la familia Candeinidae, de la superfamilia Globorotalioidea, del suborden Globigerinina y del orden Globigerinida. Su especie tipo era Globigerinita iota. Su rango cronoestratigráfico abarcaba desde el Mioceno hasta el Pleistoceno.

## Descripción
Parkerina no fue originalmente descrito, tan sólo su especie tipo, y por tanto fue invalidado de acuerdo al Art. 13 del ICZN. Teniendo en cuenta que dicha especie tipo fue posteriormente utilizada para el género Tenuitellita, Parkerina podría haber sido descrito con las mismas características diagnósticas.

## Discusión
Clasificaciones posteriores incluirían Parkerina en la familia Globigerinitidae. Parkerina fue propuesto como un subgénero de Tinophodella, es decir, Tinophodella (Parkerina).

## Clasificación
Parkerina incluía a la siguiente especie:
- Parkerina iota †